# Gastlandflagge

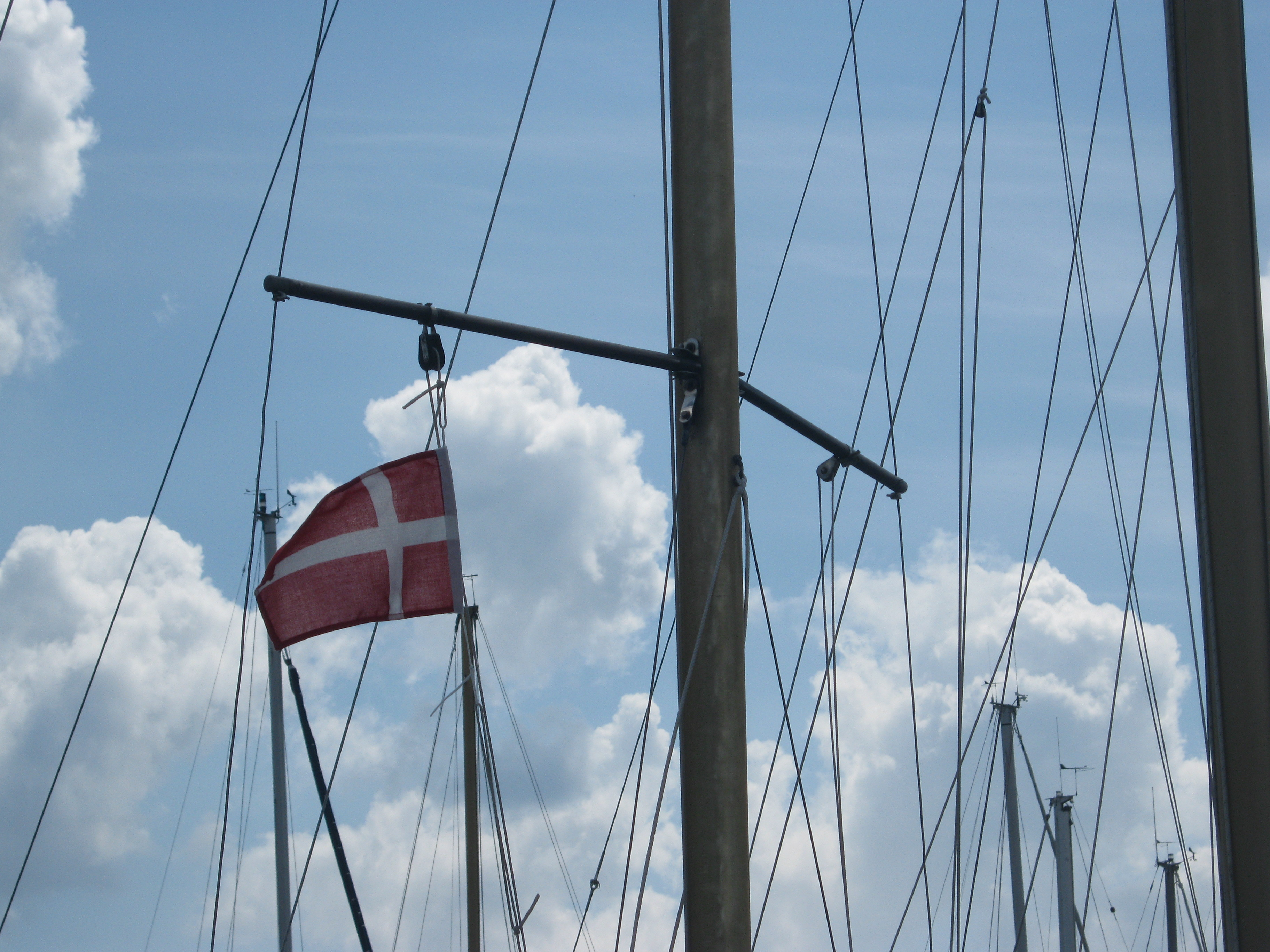
Gastlandflagge einer deutschen Segelyacht in Dänemark

Eine Gastlandflagge ist eine kleine Nationalflagge des Landes, in dem sich ein ausländisches Schiff gerade befindet. Es ist seemännischer Brauch, im Ausland auf der Steuerbordseite am Schiffsmast zu Ehren des Gastlandes dessen Nationalflagge zu setzen. Weiterhin soll mit dem Hissen der Gastlandflagge zum Ausdruck gebracht werden, dass man sich den Gesetzen des besuchten Landes unterordnet. Die Flagge sollte immer höher, mindestens jedoch so hoch wie die eigene Nationalflagge am Mast angebracht werden.